# Portugal en la Copa Mundial de Fútbol de 1966
Portugal fue una de las 16 selecciones participantes en la Copa Mundial de Fútbol de Inglaterra 1966, la que es su primera aparición en un mundial.

## Clasificación

### Grupo 4
| Pos. | País           | J | G | E | P | GF | GC | GD  | Pts |
| ---- | -------------- | - | - | - | - | -- | -- | --- | --- |
| 1    | Portugal       | 6 | 4 | 1 | 1 | 9  | 4  | +5  | 9   |
| 2    | Checoslovaquia | 6 | 3 | 1 | 2 | 12 | 4  | +8  | 7   |
| 3    | Rumania        | 6 | 3 | 0 | 3 | 9  | 7  | +2  | 6   |
| 4    | Turquía        | 6 | 1 | 0 | 5 | 4  | 19 | -15 | 2   |

| 24-1-1965 | Portugal                                     | 5–1     | Turquía   | Estádio Nacional, Lisboa, Portugal                      |                                                         |
|           | Coluna 16' · Eusébio 21' 63' 77' · Graça 52' | Reporte | Fevzi 33' | Asistencia: 33,237 espectadores Árbitro(s): Gardeazábal | Asistencia: 33,237 espectadores Árbitro(s): Gardeazábal |

| 19-4-1965 | Turquía | 0–1     | Portugal    | 19 Mayıs Stadı, Ankara, Turquía                    |                                                    |
|           |         | Reporte | Eusébio 59' | Asistencia: 27,625 espectadores Árbitro(s): Dachan | Asistencia: 27,625 espectadores Árbitro(s): Dachan |

| 25-4-1965 | Checoslovaquia | 0–1     | Portugal    | Tehelné Pole (Slovan), Bratislava, Checoslovaquia   |                                                     |
|           |                | Reporte | Eusébio 20' | Asistencia: 56,975 espectadores Árbitro(s): Stavrev | Asistencia: 56,975 espectadores Árbitro(s): Stavrev |

| 14-6-1965 | Portugal        | 2–1     | Rumania   | Estádio Nacional, Lisboa, Portugal |                                 |
|           | Eusébio 14' 39' | Reporte | Avram 71' | Asistencia: 45,646 espectadores    | Asistencia: 45,646 espectadores |

| 31-10-1965 | Portugal | 0–0     | Checoslovaquia | Estádio das Antas, Porto, Portugal |                                 |
|            |          | Reporte |                | Asistencia: 31,432 espectadores    | Asistencia: 31,432 espectadores |

| 21-11-1965 | Rumania                 | 2–0     | Portugal | Stadionul 23. August, Bucarest, Rumania |                                 |
|            | Pârcălab 1' · Badea 43' | Reporte |          | Asistencia: 27,532 espectadores         | Asistencia: 27,532 espectadores |

## Jugadores
Estos son los 22 jugadores convocados para el torneo:

## Resultados
Portugal terminó en primer lugar.

### Grupo 3
| País     | J | G | E | P | GF | GC | PTS |
| -------- | - | - | - | - | -- | -- | --- |
| Portugal | 3 | 3 | 0 | 0 | 9  | 2  | 6   |
| Hungría  | 3 | 2 | 0 | 1 | 7  | 5  | 4   |
| Brasil   | 3 | 1 | 0 | 2 | 4  | 6  | 2   |
| Bulgaria | 3 | 0 | 0 | 3 | 1  | 8  | 0   |

#### Contra Hungría
| 13 de julio de 1966 | Portugal                              | 3–1     | Hungría  | Old Trafford, Manchester                                  |                                                           |
|                     | José Augusto 2' 67' · José Torres 90' | Reporte | Bene 60' | Asistencia: 29,886 espectadores Árbitro(s): Leo Callaghan | Asistencia: 29,886 espectadores Árbitro(s): Leo Callaghan |

| 2  | PO | Joaquim Carvalho   |
| 4  | DF | Vicente            |
| 9  | DF | Hilário            |
| 17 | DF | João Morais        |
| 20 | DF | Alexandre Baptista |
| 10 | MC | Mário Coluna       |
| 16 | MC | Jaime Graça        |
| 11 | DE | António Simões     |
| 12 | DE | José Augusto       |
| 13 | DE | Eusébio            |
| 18 | DE | José Torres        |
| DT | DT | Otto Glória        |

| 1  | PO | Antal Szentmihályi |
| 2  | DF | Benő Káposzta      |
| 3  | DF | Sándor Mátrai      |
| 4  | DF | Kálmán Sóvári      |
| 5  | DF | Kálmán Mészöly     |
| 6  | MC | Ferenc Sipos       |
| 14 | MC | István Nagy        |
| 7  | DE | Ferenc Bene        |
| 9  | DE | Flórián Albert     |
| 10 | DE | János Farkas       |
| 11 | DE | Gyula Rákosi       |
| DT | DT | Lajos Baróti       |

| Anotado | 2'  | José Augusto |
| Anotado | 67' | José Augusto |
| Anotado | 90' | José Torres  |

| Anotado | 60' | Ferenc Bene |

| Árbitro             | Leo Callaghan    |
| Árbitros asistentes | Kevin Howley     |
| Árbitros asistentes | William Clements |

| 2  | PO | Joaquim Carvalho   |
| 4  | DF | Vicente            |
| 9  | DF | Hilário            |
| 17 | DF | João Morais        |
| 20 | DF | Alexandre Baptista |
| 10 | MC | Mário Coluna       |
| 16 | MC | Jaime Graça        |
| 11 | DE | António Simões     |
| 12 | DE | José Augusto       |
| 13 | DE | Eusébio            |
| 18 | DE | José Torres        |
| DT | DT | Otto Glória        |

| 1  | PO | Antal Szentmihályi |
| 2  | DF | Benő Káposzta      |
| 3  | DF | Sándor Mátrai      |
| 4  | DF | Kálmán Sóvári      |
| 5  | DF | Kálmán Mészöly     |
| 6  | MC | Ferenc Sipos       |
| 14 | MC | István Nagy        |
| 7  | DE | Ferenc Bene        |
| 9  | DE | Flórián Albert     |
| 10 | DE | János Farkas       |
| 11 | DE | Gyula Rákosi       |
| DT | DT | Lajos Baróti       |

| Anotado | 2'  | José Augusto |
| Anotado | 67' | José Augusto |
| Anotado | 90' | José Torres  |

| Anotado | 60' | Ferenc Bene |

| Árbitro             | Leo Callaghan    |
| Árbitros asistentes | Kevin Howley     |
| Árbitros asistentes | William Clements |

#### Contra Bulgaria
| 16 de julio de 1966 | Portugal                                          | 3–0     | Bulgaria | Old Trafford, Manchester                                       |                                                                |
|                     | Vutsov 17' (a.g.) · Eusébio 38' · José Torres 81' | Reporte |          | Asistencia: 25,438 espectadores Árbitro(s): José María Codesal | Asistencia: 25,438 espectadores Árbitro(s): José María Codesal |

| 3  | PO | José Pereira   |
| 4  | DF | Vicente        |
| 5  | DF | Germano        |
| 9  | DF | Hilário        |
| 22 | DF | Alberto Festa  |
| 10 | MC | Mário Coluna   |
| 16 | MC | Jaime Graça    |
| 11 | DE | António Simões |
| 12 | DE | José Augusto   |
| 13 | DE | Eusébio        |
| 18 | DE | José Torres    |
| DT | DT | Otto Glória    |

| 1  | PO | Georgi Naydenov       |
| 2  | DF | Aleksandar Shalamanov |
| 3  | DF | Ivan Vutsov           |
| 4  | DF | Boris Gaganelov       |
| 5  | DF | Dimitar Penev         |
| 7  | MC | Dinko Dermendzhiev    |
| 6  | DE | Dobromir Zhechev      |
| 9  | DE | Georgi Asparuhov      |
| 10 | DE | Petar Zhekov          |
| 13 | DE | Dimitar Yakimov       |
| 16 | DE | Aleksandar Kostov     |
| DT | DT | Rudolf Vytlačil       |

| Anotado · Autogol | 7'  | Ivan Vutsov |
| Anotado           | 38' | Eusébio     |
| Anotado           | 81' | José Torres |

| Árbitro             | José María Codesal |
| Árbitros asistentes | Roberto Goicoechea |
| Árbitros asistentes | Kurt Tschenscher   |

| 3  | PO | José Pereira   |
| 4  | DF | Vicente        |
| 5  | DF | Germano        |
| 9  | DF | Hilário        |
| 22 | DF | Alberto Festa  |
| 10 | MC | Mário Coluna   |
| 16 | MC | Jaime Graça    |
| 11 | DE | António Simões |
| 12 | DE | José Augusto   |
| 13 | DE | Eusébio        |
| 18 | DE | José Torres    |
| DT | DT | Otto Glória    |

| 1  | PO | Georgi Naydenov       |
| 2  | DF | Aleksandar Shalamanov |
| 3  | DF | Ivan Vutsov           |
| 4  | DF | Boris Gaganelov       |
| 5  | DF | Dimitar Penev         |
| 7  | MC | Dinko Dermendzhiev    |
| 6  | DE | Dobromir Zhechev      |
| 9  | DE | Georgi Asparuhov      |
| 10 | DE | Petar Zhekov          |
| 13 | DE | Dimitar Yakimov       |
| 16 | DE | Aleksandar Kostov     |
| DT | DT | Rudolf Vytlačil       |

| Anotado · Autogol | 7'  | Ivan Vutsov |
| Anotado           | 38' | Eusébio     |
| Anotado           | 81' | José Torres |

| Árbitro             | José María Codesal |
| Árbitros asistentes | Roberto Goicoechea |
| Árbitros asistentes | Kurt Tschenscher   |

#### Contra Brasil
| 19 de julio de 1966 | Portugal                     | 3–1     | Brasil    | Goodison Park, Liverpool                                  |                                                           |
|                     | Simões 15' · Eusébio 27' 85' | Reporte | Rildo 73' | Asistencia: 58,479 espectadores Árbitro(s): George McCabe | Asistencia: 58,479 espectadores Árbitro(s): George McCabe |

| 3  | PO | José Pereira       |
| 4  | DF | Vicente            |
| 9  | DF | Hilário            |
| 17 | DF | João Morais        |
| 20 | DF | Alexandre Baptista |
| 10 | MC | Mário Coluna       |
| 16 | MC | Jaime Graça        |
| 11 | DE | António Simões     |
| 12 | DE | José Augusto       |
| 13 | DE | Eusébio            |
| 18 | DE | José Torres        |
| DT | DT | Otto Glória        |

| 12 | PO | Manga         |
| 3  | DF | Fidélis       |
| 5  | DF | Brito         |
| 7  | DF | Orlando       |
| 9  | DF | Rildo         |
| 13 | MC | Denílson      |
| 14 | MC | Lima          |
| 10 | DE | Pelé          |
| 17 | DE | Jairzinho     |
| 19 | DE | Silva Batuta  |
| 21 | DE | Paraná        |
| DT | DT | Vicente Feola |

| Anotado | 15' | António Simões |
| Anotado | 27' | Eusébio        |
| Anotado | 85' | Eusébio        |

| Anotado | 73' | Rildo |

| Árbitro             | George McCabe   |
| Árbitros asistentes | Leo Callaghan   |
| Árbitros asistentes | Kenneth Dagnall |

| 3  | PO | José Pereira       |
| 4  | DF | Vicente            |
| 9  | DF | Hilário            |
| 17 | DF | João Morais        |
| 20 | DF | Alexandre Baptista |
| 10 | MC | Mário Coluna       |
| 16 | MC | Jaime Graça        |
| 11 | DE | António Simões     |
| 12 | DE | José Augusto       |
| 13 | DE | Eusébio            |
| 18 | DE | José Torres        |
| DT | DT | Otto Glória        |

| 12 | PO | Manga         |
| 3  | DF | Fidélis       |
| 5  | DF | Brito         |
| 7  | DF | Orlando       |
| 9  | DF | Rildo         |
| 13 | MC | Denílson      |
| 14 | MC | Lima          |
| 10 | DE | Pelé          |
| 17 | DE | Jairzinho     |
| 19 | DE | Silva Batuta  |
| 21 | DE | Paraná        |
| DT | DT | Vicente Feola |

| Anotado | 15' | António Simões |
| Anotado | 27' | Eusébio        |
| Anotado | 85' | Eusébio        |

| Anotado | 73' | Rildo |

| Árbitro             | George McCabe   |
| Árbitros asistentes | Leo Callaghan   |
| Árbitros asistentes | Kenneth Dagnall |

### Cuartos de final
| 23 de julio de 1966 | Portugal                                                 | 5–3     | Corea del Norte                      | Goodison Park, Liverpool                                       |                                                                |
|                     | Eusébio 27' 43' (pen.) 56' 59' (pen.) · José Augusto 80' | Reporte | S.Z. Pak 1' · D.W. Li 22' · Yang 25' | Asistencia: 40,248 espectadores Árbitro(s): Menachem Ashkenazi | Asistencia: 40,248 espectadores Árbitro(s): Menachem Ashkenazi |

| 3  | PO | José Pereira       |
| 4  | DF | Vicente            |
| 9  | DF | Hilário            |
| 17 | DF | João Morais        |
| 20 | DF | Alexandre Baptista |
| 10 | MC | Mário Coluna       |
| 16 | MC | Jaime Graça        |
| 11 | DE | António Simões     |
| 12 | DE | José Augusto       |
| 13 | DE | Eusébio            |
| 18 | DE | José Torres        |
| DT | DT | Otto Glória        |

| 1  | PO | Li Chan-myung   |
| 3  | DF | Shin Yung-kyoo  |
| 5  | DF | Lim Zoong-sun   |
| 16 | DF | Li Dong-woon    |
| 6  | DF | Im Shung-hwi    |
| 7  | MC | Pak Doo-ik      |
| 11 | MC | Han Bong-zin    |
| 13 | MC | Oh Yoon-kyung   |
| 14 | MC | Ha Jung-won     |
| 8  | DE | Pak Seung-zin   |
| 15 | DE | Yang Seung-kook |
| DT | DT | Myung Rye-hyun  |

| Anotado         | 27' | Eusébio      |
| Anotado · Penal | 43' | Eusébio      |
| Anotado         | 56' | Eusébio      |
| Anotado · Penal | 59' | Eusébio      |
| Anotado         | 80' | José Augusto |

| Anotado | 1'  | Pak Seung-zin   |
| Anotado | 22' | Li Dong-woon    |
| Anotado | 25' | Yang Seung-kook |

| Árbitro             | Menachem Ashkenazi |
| Árbitros asistentes | Karol Galba        |
| Árbitros asistentes | Pierre Schwinte    |

| 3  | PO | José Pereira       |
| 4  | DF | Vicente            |
| 9  | DF | Hilário            |
| 17 | DF | João Morais        |
| 20 | DF | Alexandre Baptista |
| 10 | MC | Mário Coluna       |
| 16 | MC | Jaime Graça        |
| 11 | DE | António Simões     |
| 12 | DE | José Augusto       |
| 13 | DE | Eusébio            |
| 18 | DE | José Torres        |
| DT | DT | Otto Glória        |

| 1  | PO | Li Chan-myung   |
| 3  | DF | Shin Yung-kyoo  |
| 5  | DF | Lim Zoong-sun   |
| 16 | DF | Li Dong-woon    |
| 6  | DF | Im Shung-hwi    |
| 7  | MC | Pak Doo-ik      |
| 11 | MC | Han Bong-zin    |
| 13 | MC | Oh Yoon-kyung   |
| 14 | MC | Ha Jung-won     |
| 8  | DE | Pak Seung-zin   |
| 15 | DE | Yang Seung-kook |
| DT | DT | Myung Rye-hyun  |

| Anotado         | 27' | Eusébio      |
| Anotado · Penal | 43' | Eusébio      |
| Anotado         | 56' | Eusébio      |
| Anotado · Penal | 59' | Eusébio      |
| Anotado         | 80' | José Augusto |

| Anotado | 1'  | Pak Seung-zin   |
| Anotado | 22' | Li Dong-woon    |
| Anotado | 25' | Yang Seung-kook |

| Árbitro             | Menachem Ashkenazi |
| Árbitros asistentes | Karol Galba        |
| Árbitros asistentes | Pierre Schwinte    |

### Semifinales
| 26 de julio de 1966 | Inglaterra          | 2–1     | Portugal           | Wembley Stadium, Londres                                    |                                                             |
|                     | B. Charlton 30' 80' | Reporte | Eusébio 82' (pen.) | Asistencia: 94,493 espectadores Árbitro(s): Pierre Schwinte | Asistencia: 94,493 espectadores Árbitro(s): Pierre Schwinte |

| 1  | PO | Gordon Banks   |
| 2  | DF | George Cohen   |
| 3  | DF | Ray Wilson     |
| 5  | DF | Jack Charlton  |
| 6  | DF | Bobby Moore    |
| 4  | MC | Nobby Stiles   |
| 7  | MC | Alan Ball      |
| 16 | MC | Martin Peters  |
| 9  | DE | Bobby Charlton |
| 10 | DE | Geoff Hurst    |
| 21 | DE | Roger Hunt     |
| DT | DT | Alf Ramsey     |

| 3  | PO | José Pereira       |
| 9  | DF | Hilário            |
| 21 | DF | Alexandre Baptista |
| 22 | DF | José Carlos        |
| 20 | DF | Alberto Festa      |
| 10 | MC | Mário Coluna       |
| 16 | MC | Jaime Graça        |
| 11 | DE | António Simões     |
| 12 | DE | José Augusto       |
| 13 | DE | Eusébio            |
| 18 | DE | José Torres        |
| DT | DT | Otto Glória        |

| Anotado | 30' | Bobby Charlton |
| Anotado | 80' | Bobby Charlton |

| Anotado · Penal | 82' | Eusébio |

| Árbitro             | Pierre Schwinte    |
| Árbitros asistentes | Arturo Yamasaki    |
| Árbitros asistentes | Konstantin Zecevic |

| 1  | PO | Gordon Banks   |
| 2  | DF | George Cohen   |
| 3  | DF | Ray Wilson     |
| 5  | DF | Jack Charlton  |
| 6  | DF | Bobby Moore    |
| 4  | MC | Nobby Stiles   |
| 7  | MC | Alan Ball      |
| 16 | MC | Martin Peters  |
| 9  | DE | Bobby Charlton |
| 10 | DE | Geoff Hurst    |
| 21 | DE | Roger Hunt     |
| DT | DT | Alf Ramsey     |

| 3  | PO | José Pereira       |
| 9  | DF | Hilário            |
| 21 | DF | Alexandre Baptista |
| 22 | DF | José Carlos        |
| 20 | DF | Alberto Festa      |
| 10 | MC | Mário Coluna       |
| 16 | MC | Jaime Graça        |
| 11 | DE | António Simões     |
| 12 | DE | José Augusto       |
| 13 | DE | Eusébio            |
| 18 | DE | José Torres        |
| DT | DT | Otto Glória        |

| Anotado | 30' | Bobby Charlton |
| Anotado | 80' | Bobby Charlton |

| Anotado · Penal | 82' | Eusébio |

| Árbitro             | Pierre Schwinte    |
| Árbitros asistentes | Arturo Yamasaki    |
| Árbitros asistentes | Konstantin Zecevic |

### Tercer Lugar
| 28 de julio de 1966 | Portugal                             | 2–1     | Unión Soviética | Wembley Stadium, Londres                                |                                                         |
|                     | Eusébio 12' (pen.) · José Torres 89' | Reporte | Malofeyev 43'   | Asistencia: 87,696 espectadores Árbitro(s): Ken Dagnall | Asistencia: 87,696 espectadores Árbitro(s): Ken Dagnall |

| 3  | PO | José Pereira       |
| 9  | DF | Hilário            |
| 20 | DF | Alexandre Baptista |
| 21 | DF | José Carlos        |
| 22 | DF | Alberto Festa      |
| 10 | MC | Mário Coluna       |
| 16 | MC | Jaime Graça        |
| 11 | DE | António Simões     |
| 12 | DE | José Augusto       |
| 13 | DE | Eusébio            |
| 18 | DE | José Torres        |
| DT | DT | Otto Glória        |

| 1  | PO | Lev Yashin           |
| 4  | DF | Vladimir Ponomaryov  |
| 10 | DF | Vasiliy Danilov      |
| 13 | DF | Alexey Korneyev      |
| 7  | MC | Murtaz Khurtsilava   |
| 12 | MC | Valeri Voronin       |
| 14 | MC | Georgi Sichinava     |
| 2  | DE | Viktor Serebryanikov |
| 16 | DE | Slava Metreveli      |
| 18 | DE | Anatoli Banishevski  |
| 19 | DE | Eduard Maloféyev     |
| DT | DT | Nikolai Morozov      |

| Anotado · Penal | 12' | Eusébio      |
| Anotado         | 89' | José Augusto |

| Anotado | 43' | Eduard Maloféyev |

| Árbitro             | Kenneth Dagnall |
| Árbitros asistentes | Kevin Howley    |
| Árbitros asistentes | Aly Kandil      |

| 3  | PO | José Pereira       |
| 9  | DF | Hilário            |
| 20 | DF | Alexandre Baptista |
| 21 | DF | José Carlos        |
| 22 | DF | Alberto Festa      |
| 10 | MC | Mário Coluna       |
| 16 | MC | Jaime Graça        |
| 11 | DE | António Simões     |
| 12 | DE | José Augusto       |
| 13 | DE | Eusébio            |
| 18 | DE | José Torres        |
| DT | DT | Otto Glória        |

| 1  | PO | Lev Yashin           |
| 4  | DF | Vladimir Ponomaryov  |
| 10 | DF | Vasiliy Danilov      |
| 13 | DF | Alexey Korneyev      |
| 7  | MC | Murtaz Khurtsilava   |
| 12 | MC | Valeri Voronin       |
| 14 | MC | Georgi Sichinava     |
| 2  | DE | Viktor Serebryanikov |
| 16 | DE | Slava Metreveli      |
| 18 | DE | Anatoli Banishevski  |
| 19 | DE | Eduard Maloféyev     |
| DT | DT | Nikolai Morozov      |

| Anotado · Penal | 12' | Eusébio      |
| Anotado         | 89' | José Augusto |

| Anotado | 43' | Eduard Maloféyev |

| Árbitro             | Kenneth Dagnall |
| Árbitros asistentes | Kevin Howley    |
| Árbitros asistentes | Aly Kandil      |